# ミル・ロック
ミル・ロック（英語：Mill Rock）は、アメリカ合衆国ニューヨーク市のマンハッタン島とクイーンズの間に位置する島である。島は、マンハッタンの東96丁目 (en) から1,000フィート（300メートル）、ハーレム川とイースト川が合流するワーズ島（ランドールズ島）の南に位置する。ニューヨーク郡に位置し、ブロック番号9000、国勢統計区238となっている（ルーズベルト島と同じ）。面積は16,173m2（3.996エーカー）である。
島の周辺の水域は狭くなっており、船の通行が難しく、「ヘル・ゲート (en)」と呼ばれる。

## 歴史
1701年にジョン・マーシュ (John Marsh) が、後の島名となった製粉所 (mill) を建設した。その後、サンディー・ギブソン (Sandy Gibson) が経営する農場となった。当時、ミル・ロックは、グレート・ミル・ロック (Great Mill Rock) とリトル・ミル・ロック (Little Mill Rock) の2つの島に分かれていた。
米英戦争時には、陸軍省がグレート・ミル・ロックに2筒の大砲を設置し、島はアメリカ軍の要塞として使われた。この要塞は、ニューヨーク港を防御し、ロングアイランド湾を航行する船を英国艦隊から保護するための要塞群の1つだった。
1885年、アメリカ陸軍工兵司令部は、グレート・ミル・ロックとリトル・ミル・ロックの隣のフラッド・ロック (Flood Rock) の上で300,000ポンド（136,000㎏）の爆発物を爆破した。これは、イースト川の航行にとって最も危険な障害であったこの岩礁を破壊するためであった。この爆発は、ニューヨーク市の歴史においても最大規模で、ニュージャージー州のプリンストンでも感じられた。1890年、フラッド島の破壊で生じた残骸はグレート・ミル・ロックとリトル・ミル・ロックの間の水域を埋め立てるのに用いられ、ミル・ロックは一つの島となった。

## ミル・ロック・パーク
ミル・ロック・パークは、島内の3エーカー(12,000m2)の公園である。ニューヨーク市が所有し、ニューヨーク市パーク・アンド・レクリエーション部が管理している。少数の短い木が生息している。島の南岸にはドックがあるが、公開イベントがあった1960年代以来、一般公開がされていない。島は、マンハッタンとクイーンズの間に位置するため、ミッドタウンのビルを眺められるスポットとして知られる。トライボロー橋やクイーンズボロ橋からも見ることができる。島での今後の計画は、現在無い。